# Chișineu-Criș
Chișineu-Criș (en hongrois Kisjenő) est une ville du județ d'Arad de la région de Crișana, en Roumanie, située à 43 km d'Arad et à 72 km de la ville d'Oradea. Selon le recensement de 2011, la ville de Chișineu-Criș a une population de 7 987 habitants.

## Géographie

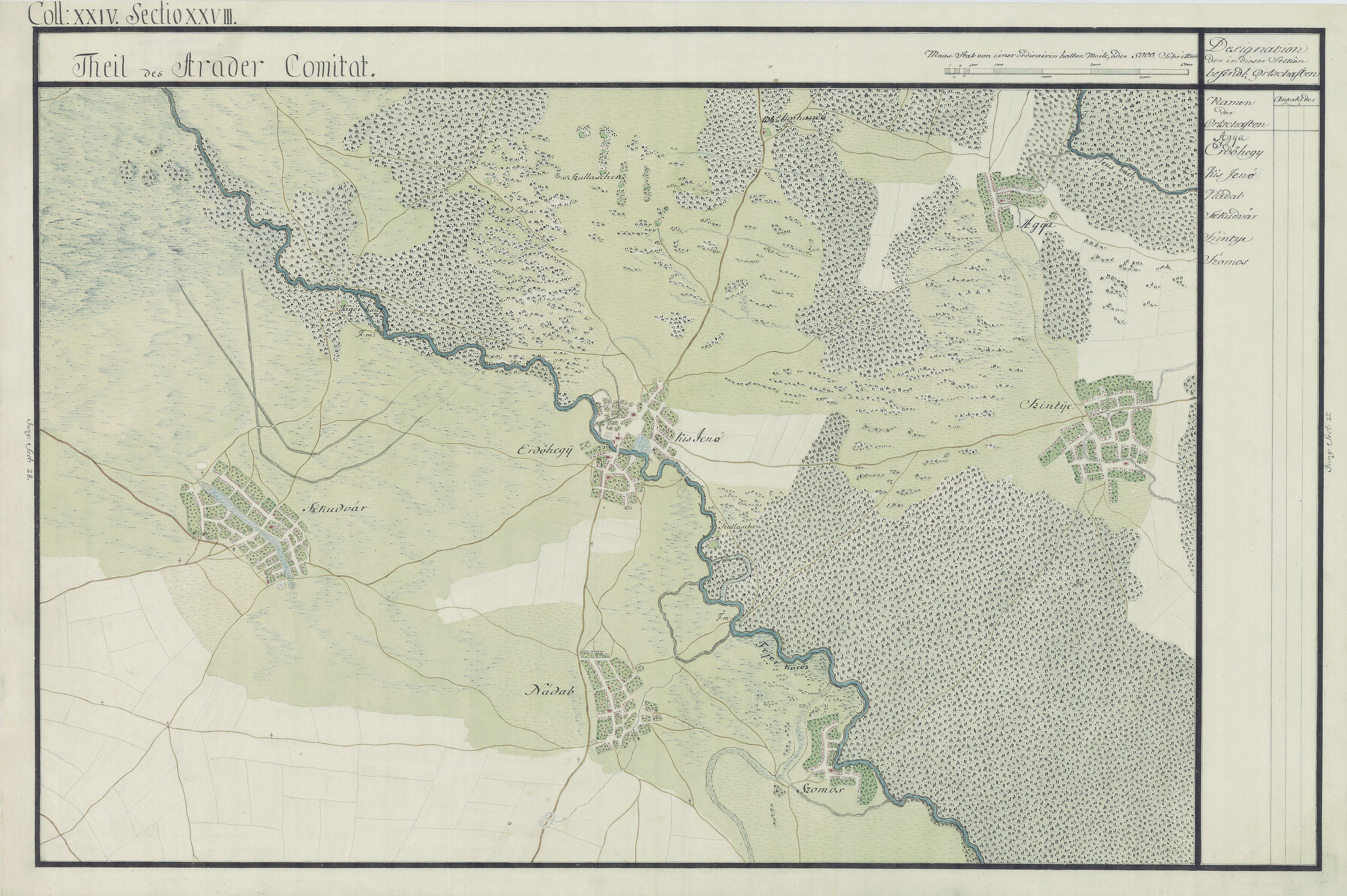
Chișineu-Criș sur une carte Joséphine du Comité d'Arad, 1782-85